# Авна
Авна (фр. Avenas) је насељено место у Француској у региону Рона-Алпи, у департману Рона.
По подацима из 2011. године у општини је живело 130 становника, а густина насељености је износила 13,7 становника/km².

## Демографија
| 1962. | 1968. | 1975. | 1982. | 1990. | 2011. |
| ----- | ----- | ----- | ----- | ----- | ----- |
| 91    | 99    | 94    | 83    | 105   | 130   |